# Tore Holm
Tore Anton Holm (25 de noviembre de 1896-15 de noviembre de 1977) fue un deportista sueco que compitió en vela en las clases 6 Metre, 8 Metre y 40 m2. Fue hermano del también regatista Yngve Holm.
Participó en cinco Juegos Olímpicos de Verano entre los años 1920 y 1948, obteniendo cuatro medallas: oro en Amberes 1920 (40 m2), bronce en Ámsterdam 1928 (8 Metre), oro en Los Ángeles 1932 (6 Metre) y bronce en Londres 1948 (6 Metre).

## Palmarés internacional
| Juegos Olímpicos | Juegos Olímpicos  | Juegos Olímpicos | Juegos Olímpicos |
| Año              | Lugar             | Medalla          | Clase            |
| ---------------- | ----------------- | ---------------- | ---------------- |
| 1920             | Amberes (Bélgica) | Medalla de oro   | 40 m2            |

| Juegos Olímpicos | Juegos Olímpicos         | Juegos Olímpicos  | Juegos Olímpicos |
| Año              | Lugar                    | Medalla           | Clase            |
| ---------------- | ------------------------ | ----------------- | ---------------- |
| 1928             | Ámsterdam (Países Bajos) | Medalla de bronce | 8 Metre          |

| Juegos Olímpicos | Juegos Olímpicos             | Juegos Olímpicos  | Juegos Olímpicos |
| Año              | Lugar                        | Medalla           | Clase            |
| ---------------- | ---------------------------- | ----------------- | ---------------- |
| 1932             | Los Ángeles (Estados Unidos) | Medalla de oro    | 6 Metre          |
| 1948             | Londres (Reino Unido)        | Medalla de bronce | 6 Metre          |